# شب هول
شب هول یک رمان فارسی از هرمز شهدادی است.

## انتشار
این اثر برای نخستین و آخرین بار در بهار ۱۳۵۷ توسط نشر کتاب زمان چاپ شد و یادآور وقایع تاریخی و اجتماعی ایران است که راوی در فاصله یک شب تا صبح آن را بازگو می‌کند.

## داستان
هرمز شهدادی در این کتاب با قراردادن بخشی از تاریخ روشن‌فکری ایران بر زمینه‌ای داستانی، به ارزیابی نقش روشنفکران در دوره‌های مختلف تاریخ معاصر ایران پرداخته‌است.
رمان شب هول با سبک جریان سیال ذهن نوشته شده و از جمله نمونه‌های رمان نو در ادبیات فارسی است. بیماری، ترس، خشم و خاطره از جمله موضوعات محوری این کتاب هستند. در داستان شب هول، دو شخصیت وجود دارد: یکی از آنها فرهیخته، روشنفکر و استاد دانشگاه و دیگری لمپن به تمام معنا یا نمک به حرام است. پیشینه این دو در رمان به یک جا ختم می‌شود. خاستگاه و ریشه‌های آنها یکی است. در این مفهوم به گمان نویسنده، روشنفکری ایران در گنداب (در همان لمپنیسم، اما در پشت نقاب فرهیختگی) ریشه دارد. استاد دانشگاه، فردی ترسو، محتاط و محافظه‌کار است. خشم او متوجه درون است. یعنی افسرده و خودآزار (مازوخیست) است.
برخلاف او، خشم فرد دیگری که مأمور ساواک است، متوجه بیرون است. یعنی برون‌گرا و آزار کام (سادیست) است.
به نظر نویسنده، انقلاب مسیر خشم را از درون به بیرون تغییر می‌دهد و آدم‌های توسری خورده، مغبون و محروم ناگهان بر ترس خود چیره می‌شوند و به آتش خشم خود، تَر و خشک را می‌سوزاندند.

## نقد
این رمان به خاطر شرایط اولیه انقلاب ۱۳۵۷ ایران نتوانست خوب نقد و شناخته شود.

## الهامات
بنا به برخی منابع، ابوالحسن نجفی، یکی از قهرمان‌های داستان شب هول است.